# Gehrde
Gehrde er en kommune med knap 2.500 indbyggere (2013) beliggende i Samtgemeinde Bersenbrück, i den
nordlige del af Landkreis Osnabrück, i den tyske delstat Niedersachsen.

## Geografi
Gehrde ligger i landskabet Artland. Floden Hase strejfer kommunens område mod nordvest.

### Nabokommuner
Gehrde grænser mod nord til Badbergen, mod vest til Bersenbrück, mod syd til Rieste og mod øst til Neuenkirchen-Vörden og Holdorf, de to sidste i Landkreis Vechta.

### Inddeling
I kommunen ligger ud over Gehrde disse landsbyer og bebyggelser, der ind til 1972 var selvstændige kommuner :
- Groß Drehle
- Helle
- Klein Drehle
- Rüsfort